# Maleczkyné Ellinger Jozefa

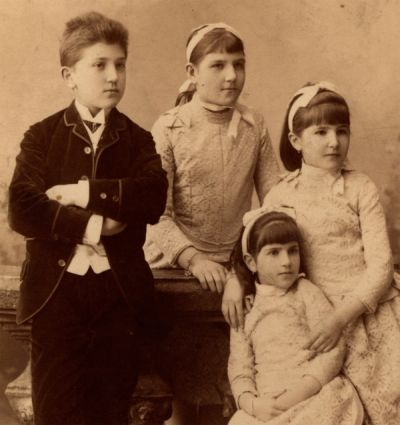
Gyermekei. A jobb szélső lány Maleczky Bianka, elöl Maleczky Mária

Maleczkyné Ellinger Jozefa (Újpest, 1852. május 25. – Újpest, 1920. április 11.) magyar opera-énekesnő (szoprán). Ellinger József leánya, Maleczky Vilmos felesége, Maleczky Bianka énekesnő és Maleczky Oszkár énekes édesanyja.

## Életútja
Édesapja, Ellinger József híres tenorista maga részesítette leányát az első énekoktatásban. Fiatalkorában zongorázni tanult, majd Erkel Ferenc tanácsára kezdett el énekelni. 1872-ben fedezték fel Liszt Ferenc egy nagyváradi hangversenyén, ahol nagy sikert aratott.
A Nemzeti Színházban először 1872. május 7-én lépett színpadra a Tell Vilmos című operában Mathild szerépben. Az intézménynek 1874. június 1-jétől volt tagja. Az Operaház megnyitóján 1884-ben ő énekelte a Bánk bánban Melinda szerepét. Lipcsében, Berlinben, Drezdában is nagy sikerrel vendégszerepelt. 1896-ban megvált az Operaháztól, ez év szeptember 30-án tiszteletbeli tag címet kapott.
A későbbiekben a Zeneakadémia tanára lett. Tanítványai voltak többek között Babits Vilma, Durigo Ilona, Sándor Erzsi, Sebeők Sári és Rózsa S. Lajos.
Elsősorban koloratúrszerepeket énekelt.
Férjével közös sírja, amit 2010-ben restauráltak a Fiumei úti sírkertben található.

## Szerepei
- Daniel Auber: A fekete dominó – Angela
- Daniel Auber: A portici néma – Elvira
- Ludwig van Beethoven: Fidelio – Marcellina
- Vincenzo Bellini: Norma – Adalgisa
- Georges Bizet: A gyöngyhalászok – Leïla
- Georges Bizet: Carmen – Micaëla
- Felicien David: Lalla-Roukh – címszerep
- Léo Delibes: Lakmé – címszerep
- Gaetano Donizetti: Lammermoori Lucia – Lucia
- Gaetano Donizetti: Don Pasquale - Norina
- Erkel Ferenc: Hunyadi László – Gara Mária
- Erkel Ferenc: Bánk bán - Melinda
- Erkel Ferenc: István király – Zolna
- Erkel Sándor (szerk.): Hazánk – Örömanya
- Friedrich von Flotow: Márta – Lady Harriet
- Christoph Willibald Gluck: A rászedett kádi – Fatime
- Charles Gounod: Romeo és Júlia – Júlia
- Jacques Fromental Halévy: A zsidónő – Eudoxia hercegnő
- Engelbert Humperdinck: Jancsi és Juliska – A boszorkány
- Giacomo Meyerbeer: A hugenották – Valois Margit
- Giacomo Meyerbeer: A próféta – Berta
- Giacomo Meyerbeer: Dinorah – Dinorah
- Giacomo Meyerbeer: Ördög Róbert – Izabella
- Giacomo Meyerbeer: Az afrikai nő – Ines
- Giacomo Meyerbeer: Észak csillaga – Katalin
- Wolfgang Amadeus Mozart: Figaro lakodalma – Almaviva grófné
- Wolfgang Amadeus Mozart: Don Giovanni - Donna Elvira
- Wolfgang Amadeus Mozart: A varázsfuvola - Az Éj királynője
- Gioachino Rossini: Tell Vilmos - Matild
- Sárosi Ferenc: Atala – Mira
- Sárosi Ferenc: Abencerage – Donna Blanka
- Ambroise Thomas: Mignon – Philine
- Ambroise Thomas: Hamlet – Ophelia
- Giuseppe Verdi: Rigoletto – Gilda
- Giuseppe Verdi: La Traviata - Violetta Valéry
- Giuseppe Verdi: Otello – Desdemona
- Richard Wagner: Tannhäuser... – Vénusz
- Richard Wagner: A nürnbergi mesterdalnokok – Eva
- Richard Wagner: A walkür – Sieglinde